# Bandera de Sant Miquel de Campmajor
La bandera oficial de Sant Miquel de Campmajor té la següent descripció:
Bandera apaïsada, de proporcions dos d'alt per tres de llarg, verd fosc, amb una faixa groga de gruix 2/9 de l'alçària del drap, al centre, i amb la margarida de dotze pètals blancs i botonada de groc de l'escut, de diàmetre 5/18 de l'alçària del drap, posada a 1/18 de la vora superior i a 1/27 de la de l'asta.
Va ser aprovada el 24 de gener de 2007 i publicada en el DOGC el 20 de febrer del mateix any amb el número 4825.